# Aguriahana variabilis
Aguriahana variabilis är en insektsart som beskrevs av Irena Dworakowska 1982. Aguriahana variabilis ingår i släktet Aguriahana och familjen dvärgstritar. Inga underarter finns listade i Catalogue of Life.